# لی گارلیگتون
لی گارلیگتون (انگلیسی: Lee Garlington؛ زادهٔ ۲۰ ژوئیهٔ ۱۹۵۳) یک هنرپیشه اهل ایالات متحده آمریکا است.

## گزیدهٔ آثار

### سینما
- تبادل دانشجو (۱۹۸۷)
- شیادان (۱۹۹۲)
- جک خرس (۱۹۹۳)
- پرستار بچه (۱۹۹۵)
- پای آمریکایی ۲ (۲۰۰۱)
- قله دانته (۱۹۹۷)
- کبرا (۱۹۸۶)
- دختران داغ (۲۰۰۲)
- تفنگ آمریکایی (۲۰۰۵)
- روانی ۲ (۱۹۸۳)
- روانی ۳ (۱۹۸۶)
- برای همیشه، لولو (۲۰۰۰)
- یک چیز جدید (۲۰۰۶)

### تلویزیون
- بورلی هیلز ۹۰۲۱۰ (۲۰۱۲)
- منتالیست (۲۰۱۲)
- کشتار (۲۰۱۲–۲۰۱۱)
- به من دروغ بگو (۲۰۱۰)
- سی‌اس‌آی (۲۰۰۹–۲۰۰۳)
- بوستون لیگال (۲۰۰۷)
- دو مرد و نصفی (۲۰۰۷)
- بال غربی (۲۰۰۶–۲۰۰۳)
- آناتومی گری (۲۰۰۵)
- شش فوت زیر زمین (۲۰۰۵–۲۰۰۲)
- ان‌سی‌آی‌اس (۲۰۰۵)
- ویل و گریس (۲۰۰۴)
- کدبانوهای وامانده (۲۰۰۴)
- دوستان (۱۹۹۵)